# Dropull
Dropull è un comune albanese situato nella prefettura di Argirocastro.
Il comune è stato istituito in occasione della riforma amministrativa del 2015, unendo i comuni di Dropull i Poshtëm, Dropull i Sipërm e Pogon.
Il comune si estende da sud della città di Argirocastro al confine greco-albanese, lungo il fiume Drino. I villaggi della regione fanno parte della zona di minoranza greca riconosciuta dal governo albanese, in cui vivono la maggior parte dei greci etnici.